# La Dernière Maison sur la gauche (film, 1972)
Cet article concerne le film de Wes Craven. Pour le remake de Dennis Iliadis, voir La Dernière Maison sur la gauche.
Pour les articles homonymes, voir La Dernière Maison sur la gauche.
Pour plus de détails, voir Fiche technique et Distribution.
La Dernière Maison sur la gauche (The Last House on the Left) est un film américain écrit et réalisé par Wes Craven, sorti en 1972.
Il s'agit du premier long métrage du réalisateur.

## Synopsis
Krug et ses trois associés, de redoutables assassins, séquestrent et torturent à mort deux jeunes filles fêtant leur anniversaire. Seulement, ils feront une grave erreur en décidant de passer la nuit chez de braves gens qui ne sont autres que les parents de l'une des deux filles. Pour eux, commence l'horreur, et ce, dans la dernière maison sur la gauche…

## Fiche technique
Sauf indication contraire, les informations mentionnées dans cette section peuvent être confirmées par la base de données cinématographiques IMDb,  présente dans la section « Liens externes ».
- Titre original : The Last House on the Left
- Titre français : La Dernière Maison sur la gauche
- Réalisation : Wes Craven
- Scénario : Wes Craven, librement inspiré par le film La Source[1]
- Musique : David Hess et Steve Chapin (non crédité)
- Costumes : Susan E. Cunningham
- Photographie : Victor Hurwitz
- Montage : Wes Craven
- Production : Sean S. Cunningham et Katherine D'Amato
- Sociétés de production : Sean S. Cunningham Films, The Night Co. et Lobster Enterprises
- Société de distribution : Hallmark Releasing Corp. (États-Unis, 1972), American International Pictures (États-Unis, 1976)
- Budget : 90 000 de dollars[2]
- Pays de production :  États-Unis
- Langue originale : anglais
- Format : couleur - 1,85:1 - son monophonique - 16 mm
- Genre : horreur (slasher), rape and revenge
- Durée : 91 minutes
- Dates de sortie : 
  - États-Unis : 2 août 1972 (avant-première à Kokomo, en Indiana) ; 30 août 1972 (sortie nationale)
  - France : 18 août 1982 (sortie limitée)
- Classifications :
  - États-Unis : R - Restricted
  - France : interdit aux moins de 16 ans[3]

## Distribution
- Sandra Cassel (VF : Sylvie Feit) : Mari Collingwood
- Lucy Grantham (VF : Béatrice Delfe) : Phyllis Stone
- David Hess (VF : Michel Barbey) : Krug Stillo
- Fred J. Lincoln (en) (VF : Daniel Gall) : Fred « Weasel » Podowski
- Jeramie Rain (en) (VF : Michèle Bardollet) : Sadie
- Marc Sheffler (VF : Patrick Dewaere) : Junior Stillo
- Gaylord St. James (VF : Edmond Bernard) : Dr. John Collingwood
- Cynthia Carr (en) (VF : Jeanine Freson) : Estelle Collingwood
- Ada Washington (VF : Paule Emanuele) : Ada, conducteur du camion transportant les poulets
- Marshall Anker (VF : Albert Augier) : le shérif
- Martin Kove : l'adjoint du shérif
- Ray Edwards (VF : Jacques Willemetz (de)) : le facteur
- Steve Miner : le hippie qui se moque de l'adjoint du shérif (caméo non crédité)

## Production

### Genèse et développement
Le scénario s'inspire en partie du film suédois La Source d'Ingmar Bergman, lui-même inspiré d'une légende suédoise datant du XIVe siècle. Wes Craven voulait initialement en faire un film pornographique horrifique mais a décidé de retirer les scènes de sexe peu avant le tournage.
Pour le nom du personnage Krug, Wes Craven s'inspire d'un garçon qui le malmenait quand il était enfant. Un autre de ses personnages, Freddy Krueger, s'inspire aussi de cette même personne.

### Attribution des rôles
Martin Kove devait initialement incarner Krug. Il préfère finalement un rôle plus secondaire, celui de l'adjoint du shérif, et suggère son ami David Hess. Ce dernier composera également la musique du film.
Jonathan Craven, le fils du cinéaste, fait une petite apparition dans le rôle d'un petit garçon avec un ballon.

### Tournage
Le tournage a lieu du 2 octobre au 6 novembre 1971, à Long Island, New York, Redding et Westport,.

### Musique
1. The Road Leads to Nowhere
2. Wait for the Rain
3. Sadie and Krug (Baddies' Theme)
4. Now You're All Alone

La chanson Now You're All Alone de David Hess est reprise dans le western Les Huit Salopards (2015) de Quentin Tarantino.

## Accueil

### Titres et sortie
Le film s'intitule initialement Sex Crime of the Century. Cependant, après des projections test, le film est rebaptisé Krug and Company, qui n'est pas non plus positif après de nouveaux test. C'est finalement The Last House on the Left.
Comme de nombreux films des années 1970, le film sort d'abord de manière régionale, notamment dans des drive-in, entre septembre et novembre 1972. Il fait souvent partie d'un double programme avec d'autres productions Hallmark/AIP, notamment La Baie sanglante de Mario Bava, deux films qui influenceront Sean S. Cunningham pour Vendredi 13 (1980). En France, le film est sorti en salles le 18 août 1982, soit dix ans après la sortie américaine seulement en province avant d'être rapidement retiré de l'affiche.

### Censure
Wes Craven s'est longuement opposé à la Motion Picture Association of America, qui demandait de nombreuses coupes de plans trop violents. S'il cède au départ aux exigences de l'association, il finit par refuser les coupes supplémentaires demandées et réintègre les scènes d'origine. Le film reçoit la classification R - Restricted (les enfants de moins de 17 ans doivent être accompagnés d'un adulte).
Le film est interdit d'exploitation au Royaume-Uni jusqu'en 2003. En Australie, l'Australian Classification Board a longtemps banni le film.

### Critique
Le film divise la critique américaine à sa sortie. Le célèbre critique Roger Ebert apprécie quant à lui le film et demande à ce qu'il soit soutenu. Son collègue Gene Siskel est quant à lui très négatif et pense qu'il s'agit du « film le plus malade de l'année ». La célèbre critique Pauline Kael apprécie le film qu'elle juge comme l'un des plus effrayants et horribles du genre.

## Postérité

### Projet de suite
Dans les années 1980, Vestron Pictures (en) engage Danny Steinmann pour écrire et réaliser une suite du film. Mais le projet ne se concrétisera pas en raison de problèmes liés aux droits du premier film,.
Le film italien La Baie sanglante (1971) de Mario Bava est sorti aux États-Unis sous les titres Last House on the Left – Part II, Last House – Part II ou encore New House on the Left, alors que les films n'ont aucun rapport.

### Remake
Comme plusieurs films de Wes Craven, celui-ci fait l'objet d'un remake sorti en 2009 : La Dernière Maison sur la gauche réalisé par Dennis Iliadis (en).